# Campeonato Mundial de Natação em Piscina Curta de 2010 - Revezamento 4x100 m livre masculino
A prova dos 4x100 metros livre masculino do Campeonato Mundial de Natação em Piscina Curta de 2010 foi disputado em  15 de dezembro em Dubai nos Emirados Árabes Unidos.

## Recordes
Antes desta competição, os recordes mundiais e do campeonato nesta prova eram os seguintes:
| Recorde | Nacionalidade  | Nome                                                                                         | Tempo (minuto) | Local      | Data                   |
| ------- | -------------- | -------------------------------------------------------------------------------------------- | -------------- | ---------- | ---------------------- |
| WR      | Estados Unidos | Nathan Adrian (45.08) Matt Grevers (44.68) Garrett Weber-Gale (47.43) Michael Phelps (46.11) | 3:03.30        | Manchester | 19 de dezembro de 2009 |
| CR      | Estados Unidos | Ryan Lochte (47.09) Bryan Lundquist (46.64) Nathan Adrian (46.57) Doug Van Wie (48.14)       | 3:08.44        | Manchester | 10 de abril de 2008    |

## Medalhistas
| Ouro                                                                       | Prata                                                                        | Bronze                                                                          |
| França · Alain Bernard · Frédérick Bousquet · Fabien Gilot · Yannick Agnel | Rússia · Yevgeny Lagunov · Sergey Fesikov · Nikita Lobintsev · Danila Izotov | Brasil · Nicholas Santos · César Cielo · Marcelo Chierighini · Nicolas Oliveira |

## Resultados

### Eliminatórias
As eliminatórias ocorreram dia 15 de dezembro. Oito nações num total de 17 se classificaram  para a final. 
| Colocação | Bateria | Raia | Nacionalidade          | Nome                                                                                                 | Tempo   | Notas |
| --------- | ------- | ---- | ---------------------- | --- | ------- | ----- |
| 1         | 2       | 5    | Rússia                 | Yevgeny Lagunov (46.89) Alexander Sukhorukov (46.82) Nikita Konovalov (47.38) Sergey Fesikov (46.69) | 3:07.78 | Q, CR |
| 2         | 2       | 4    | Austrália              | James Magnussen (47.30) Matthew Abood (46.48) Kyle Richardson (47.05) Tommaso D'Orsogna (47.23)      | 3:08.06 | Q     |
| 3         | 3       | 4    | Estados Unidos         | Garrett Weber-Gale (47.02) Ricky Berens (47.24) David Walters (47.28) Nathan Adrian (47.15)          | 3:08.69 | Q     |
| 4         | 1       | 4    | Brasil                 | Nicholas Santos (48.29) César Cielo (45.76) Marcelo Chierighini (47.31) Nicolas Oliveira (47.35)     | 3:08.71 | Q     |
| 5         | 3       | 7    | Itália                 | Luca Dotto (47.06) Luca Leonardi (47.48) Christian Galenda (47.66) Marco Orsi (47.65)                | 3:09.97 | Q     |
| 6         | 1       | 2    | França                 | Boris Steimetz (47.94) Alain Bernard (46.67) William Meynard (48.19) Frédérick Bousquet (47.17)      | 3:12.63 | Q     |
| 7         | 3       | 2    | China                  | Shi Tengfei (48.86) Chen Zuo (48.45) Shi Runqiang (47.74) Lü Zhiwu (47.58)                           | 3:12.63 | Q     |
| 8         | 3       | 5    | Suécia                 | Stefan Nystrand (47.53) Robin Andréasson (48.40) Simon Sjödin (48.32) David Ernstsson (48.52)        | 3:12.77 | Q     |
| 9         | 1       | 5    | Canadá                 | Richard Hortness (48.38) Hassaan Abdel Khalik (48.38) Jake Tapp (48.09) Joe Bartoch (49.20)          | 3:14.05 |       |
| 10        | 2       | 2    | Chéquia                | Michal Rubáček (48.44) Martin Verner (48.12) Tomáš Fucík (49.97) Jan Šefl (48.75)                    | 3:15.28 |       |
| 11        | 2       | 3    | Taipé Chinesa          | Yuan Ping (51.00) Hsu Chi-Chieh (50.87) Lin Yuan (51.30) Lin Shih-Chieh (51.95)                      | 3:25.12 |       |
| 12        | 1       | 3    | Kuwait                 | Yousef Alaskari (52.06) Mohammed Madouh (50.86) Abdullah Altuwaini (51.00) Sauod Altayar (54.44)     | 3:28.36 |       |
| 13        | 2       | 7    | Malta                  | Andrea Agius (52.66) Andrew Chetcuti (51.49) Mark Sammut (53.70) Neil Agius (53.66)                  | 3:31.51 |       |
| 14        | 2       | 6    | Emirados Árabes Unidos | Obaid Al Jasmi (52.37) Saeed Al Jasmi (53.69) Bakheet Al Jasmi (54.42) Faisal Al Jasmi (55.24)       | 3:35.72 |       |
| 15        | 1       | 6    | Macau                  | Lao Kuan Fong (51.49) Chou Kit (55.54) Tong Antonio (54.72) Ngou Pok Man (54.87)                     | 3:36.62 |       |
| -         | 3       | 3    | Venezuela              | | DNS     |       |
| -         | 3       | 6    | Quênia                 | | DNS     |       |

### Final
A final teve sua disputa realizada em 15 de dezembro.
| Colocação         | Raia | Nacionalidade  | Nome                                                                                             | Tempo   | Notas |
| ----------------- | ---- | -------------- | ------------------------------------------------------------------------------------------------ | ------- | ----- |
| Medalha de ouro   | 7    | França         | Alain Bernard (46.78) Frédérick Bousquet (45.92) Fabien Gilot (45.75) Yannick Agnel (46.33)      | 3:04.78 | CR    |
| Medalha de prata  | 4    | Rússia         | Yevgeny Lagunov (46.68) Sergey Fesikov (45.87) Nikita Lobintsev (45.79) Danila Izotov (46.48)    | 3:04.82 |       |
| Medalha de bronze | 6    | Brasil         | Nicholas Santos (47.33) César Cielo (45.08) Marcelo Chierighini (47.02) Nicolas Oliveira (46.31) | 3:05.74 | SA    |
| 4                 | 3    | Estados Unidos | Nathan Adrian (47.35) Garrett Weber-Gale (45.88) Ricky Berens (46.79) Ryan Lochte (46.08)        | 3:06.10 |       |
| 5                 | 5    | Austrália      | James Magnussen (47.18) Matthew Abood (46.76) Kyle Richardson (46.09) Tommaso D'Orsogna (46.15)  | 3:06.18 |       |
| 6                 | 2    | Itália         | Luca Dotto (47.09) Marco Orsi (46.22) Luca Leonardi (47.08) Filippo Magnini (46.17)              | 3:06.56 |       |
| 7                 | 1    | China          | Shi Tengfei (49.07) Jiang Haiqi (46.85) Shi Runqiang (47.97) Lü Zhiwu (47.14)                    | 3:11.03 |       |
| 8                 | 8    | Suécia         | Stefan Nystrand (46.70) Robin Andréasson (48.10) Simon Sjödin (48.11) Lars Frölander (48.38)     | 3:11.29 |       |

Legenda
| Recorde mundial       | Recorde mundial (World record)               |                       | Recorde africano                      | Recorde africano (African) |                                           | Q | Classificado por posição (Qualified) |
| Recorde do campeonato | Recorde do campeonato (Championship record)  | Recorde da América    | Recorde da América (Americas)         | q                          | Classificado por melhor tempo (Qualified) |   |                                      |
| Melhor marca do ano   | Melhor marca do ano (World leading)          | Recorde asiático      | Recorde asiático (Asian)              | DNS                        | Não largou (Did not start)                |   |                                      |
| Recorde nacional      | Recorde nacional (National record)           | Recorde europeu       | Recorde europeu (European)            | DNF                        | Não terminou (Did not finish)             |   |                                      |
| Recorde pessoal       | Recorde pessoal do atleta (Personal best)    | Recorde da Oceania    | Recorde da Oceania (Oceania)          | DSQ / DQ                   | Desclassificado (Disqualified)            |   |                                      |
| Recorde da temporada  | Recorde da temporada do atleta (Season best) | Recorde sul-americano | Recorde sul-americano (South America) | NM                         | Sem marca (No mark)                       |   |                                      |